# Cyclolecanium hyperbaterum
Cyclolecanium hyperbaterum är en insektsart som beskrevs av Morrison 1929. Cyclolecanium hyperbaterum ingår i släktet Cyclolecanium och familjen skålsköldlöss.
Artens utbredningsområde är Panama. Inga underarter finns listade i Catalogue of Life.